# Marzena Dominiak
Marzena Barbara Dominiak (ur. 25 kwietnia 1970) – polska specjalistka chirurgii stomatologicznej, profesor nauk medycznych, prorektor Uniwersytetu Medycznego we Wrocławiu. 

## Życiorys
Marzena Dominiak ukończyła stomatologię na Wydziale Lekarskim Akademii Medycznej we Wrocławiu (1994). Uzyskała specjalizację II stopnia z chirurgii stomatologicznej. W 2002 uzyskała na macierzystej uczelni stopień doktora nauk medycznych na podstawie rozprawy pt. „Porównanie skuteczności chirurgicznych technik leczenia recesji dziąsła” (promotor – Tomasz Konopka). W 2010 habilitowała się na Pomorskiej Akademii Medycznej w Szczecinie na podstawie dorobku naukowego, w tym dzieła „Własna metoda oceny prognozowania recesji przyzębia”. W 2015 otrzymała tytuł naukowy profesora.
Od 1997 zawodowo związana z Uniwersytetem Medycznym we Wrocławiu. Od 2008 kierowniczka Katedry i Zakładu Chirurgii Stomatologicznej tamże. Prorektor ds. strategii rozwoju uczelni w kadencji 2020–2024.
W 2017 została Prezydentem Polskiego Towarzystwa Stomatologicznego. Od 2017 członkini Komitetu Edukacyjnego Światowej Federacji Dentystycznej FDI.
Odznaczona Brązowym (2015) i Srebrnym (2023) Krzyżem Zasługi.